# Sikumpul
Sikumpul is een bestuurslaag in het regentschap Banjarnegara van de provincie Midden-Java, Indonesië. Sikumpul telt 2611 inwoners (volkstelling 2010).